# مطبخ مدغشقري

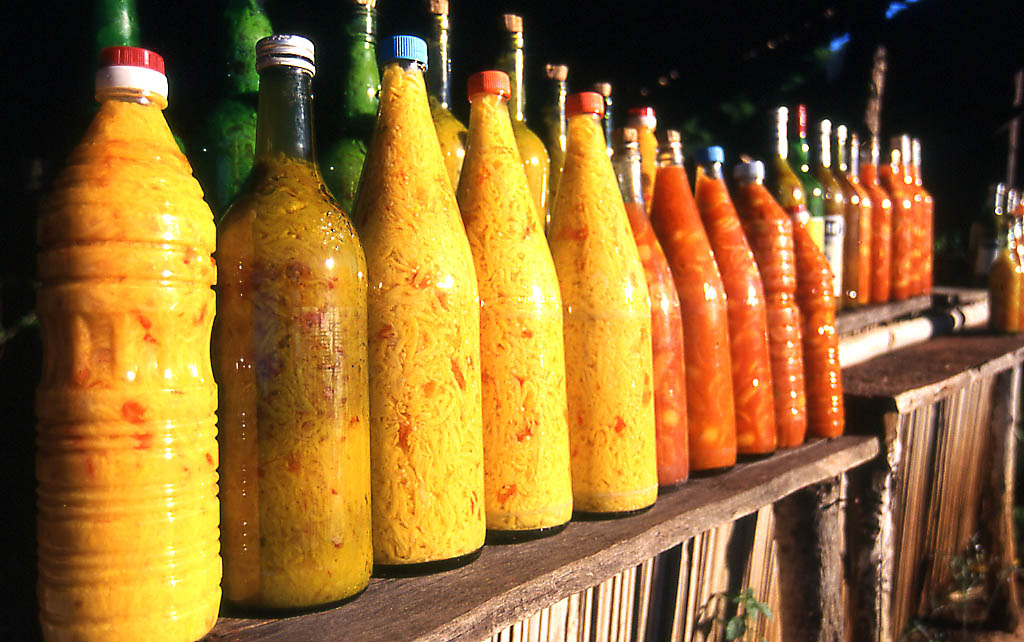
عادةً ما يتم تناول مخللات الليمون والمانجو بجانب الوجبات في المناطق الساحلية الواقعة شمال غرب مدغشقر.

يضم المطبخ المدغشقري أو المطبخ الملغاشي عددًا من الوصفات التقليدية المتنوعة المستوحاة من جزيرة مدغشقر الواقعة في المحيط الهندي. وتظل أنواع الأطعمة اليوم خير دليل على مدى تأثير المهاجرين من كٍل من: جنوب آسيا وأفريقيا، والهند والصين وأخيرًا أوروبا على هذه الجزيرة؛ حيث أنهم استوطنوها منذ زمن بعيد يتزامن مع الاستيطان الأول لعدٍد من البحّارة القادمين من بورنيو، وذلك منذ حوالي مائة عام إلى خمسمائة عام قبل الميلاد. ويُعتبر الأرز هو حجر الزاوية في النظام الغذائي المدغشقري؛ وقد اهتم المستوطنون الأولون بزراعته بجانب الدرنات وعددًا من المواد الغذائية المُتعارف عليها في جنوب شرق آسيا. بجانب الزراعة اهتم المستوطنون بالبحث عن الحيوانات البرية واصطيادها؛ مما أدى بدوره إلى انقراض الطيور، والثديات الضخمة من الجزيرة. وأضيف لحم الدرباني فيما بعد إلى قائمة الأطعمة المدغشقرية؛ ويرجع الفضل في ذلك إلى المهاجرين القادمين من شرق أفريقيا منذ نحو مائة عام قبل الميلاد. وكان لحركة التبادل التجاري مع التجار العرب، والهنود، بالإضافة إلى الأوروبيين القادمين عبر المحيط الأطلسي كبير الأثر في زيادة عدد وصفات الطهي في مدغشقر؛ وذلك بسبب معرفتهم لأنواع جديدة من الخضروات، والفواكه، والتوابل.
ويعتمد المطبخ المدغشقري المعاصر اعتمادًا كبيرًا على الأرز ويُقدم بجانبه إضافات أخرى. وفي اللهجة الرسمية للغة المدغشقرية يُطلق على الأرز «فاري» والإضافات «لاوكا». وتأتي هذه اللاوكا بأصنافٍ عدة: فقد تكون نباتية، أو مُشتملة على البروتينات الحيوانية. وتتميز الصلصة المضافة إليها بعددٍ من النكهات مثل: الزنجبيل، والبصل، والثوم، والطماطم، والفانيليا، والملح، ومسحوق الكاري ونادرا ما يُضاف إليها التوابل أو الأعشاب الأخرى.وقد تستبدل الأسر الرعوية -التي تعيش في المناطق القاحلة في غرب الجزيرة وجنوبها- الأرز بالذرة، والبفرة، والروائب الناتجة عن تخثر حليب الدرباني. وهناك أيضًا عدة أنواع من الفطائر الحلوة والمالحة، وعددا من أطعمة الشوارع المتوفرة في جميع أنحاء الجزيرة. هذا بالإضافة إلى عددٍ من الفواكه التي تُزرع في المناخ الاستوائيّ والمعتدل. وتختلف أنواع المشروبات المُنتَجَة محليًا لتشمل: عصائر الفواكه، والشاي العشبي، والشاي، والمشروبات الكحولية مثل: الروم، والنبيذ، والبيرة.
ودل اختلاف الأطعمة التي توافرت في القرن الحادي والعشرين على تاريخ هذه الجزيرة المميز، وتًنًوّع شعبها الذي هاجر إليها من كل حدب وصوب. وتتمايز الأطباق التي تُقدم اليوم على هذه الجزيرة؛ فيُمكِن القول بأنها تبدأ من الأطباق البسيطة والتقليدية التي أتى بها المستوطنون الأوائل، وصولًا إلى الأطباق الراقية التي اعتادوا تقديمها للملوك في مهرجانات القرن التاسع عشر. وعلى الرغم من أن وجبة الأرز التقليدية ما تزال هي السائدة في أنحاء الجزيرة، إلا أن بعض الأطعمة الأخرى انتشرت على مدار المائة عام الماضية من قِبَل المستعمرون الفرنسيون، والمهاجرون من الهند، والصين. ومما تقدم يتضح أن المطبخ المدغشقري استطاع الحفاظ على أصالته، وطبعه التقليدي الخاص تزامنًا مع استيعابه لعديدٍ من التأثيرات الثقافية المُستحدثة.

## تاريخ

### ما قبل عام 1650

موقع مدغشقر: هي دولة جزرية تقع جنوب شرق أفريقيا، وهي رابع أكبر جزيرة في العالم.

يُعتقد أن البحارة الأسترونيزيين هم أول من استقر على هذه الجزيرة، وقد كان توافدهم في الفترة ما بين 100 و500 ميلادية. ويُذكر أنهم قد حملوا في زوارقهم بعض من المواد الغذائية الأساسية من بلدانهم مثل: الأرز، وموز الجنة، والقلقاس، والبطاطا البنفسجية، وقصب السكر، والزنجبيل، والبطاطا الحلوة. ويُعتقد أيضًا أن الخنازير، والدجاج قد أتى بها المستوطنون الأول بجانب كل من جوز الهند، والموز. وظهر أول تمركز سكاني على طول الساحل الجنوبي الشرقي من الجزيرة؛ على الرغم من أن الساحل الشمالي هو أول مكان يصل إليه المهاجرون. وقد اعتادوا بعد وصولهم على استخدام أحد التقنيات الزراعية المسماة «تافي»؛ وتقوم على قطع الأراضي الزراعية وحرقها؛ لإزالة الغابات المطيرة الساحلية البِكّر من أجل زراعة المحاصيل. واعتادوا أيضًا على جمع كل من: العسل، والفواكه، والطيور، وبيض التماسيح، والفطر، والبذور الصالحة للأكل والجذور، وتحضير المشروبات الكحولية من تخمير العسل، وقصب السكر.
ويتبلور مفهوم اللعبة عند سكان هذه الجزيرة في محاصرة الحيوانات واصطيادها في الغابات مثل: الضفادع، والثعابين، والسحالي، والقنافذ، والتناريق، والسلاحف، والخنازير البرية، والحشرات، واليرقات، والطيور، وأخيرًا حيوانات الليمور. وأدرك المستوطنون الأوائل ما تمتلكه هذه الجزيرة من ثروات هائلة تتمثل في الحيوانات الضخمة كالليمور العملاق، وطائر الفيل، والفوسا العملاقة، وفرس النهر المدغشقري. اعتادت المجتمعات المدغشقرية القديمة على أكل بيض طائر الفيل، ونادرًا جدًا ما كان يُؤكل لحمه. ويُعد طائر الفيل هو أكبر الطيور في العالم، وظل منتشًرا وجوده على هذه الجزيرة حتى القرن السابع عشر. في حين تم تقديم عددًا من النظريات التي تُفسر سبب انقراض الحيوانات الضخمة في مدغشقر؛ فأشارت الأدلة الواضحة إلى أن عمليات صيد الإنسان، وتدمير بيئة الحيوانات نتيجة للتقنيات الزراعية الخاطئة -التي تقوم على قطع الغابات وحرقها- تٌعد من أهم العوامل الرئيسية لهذا الانقراض.
وفي عام1964 أصبح من غير القانوني أن يتم صيد أي فصيل من فصائل الليمور المتبقية أو المتاجرة بها، إلا أنه استمر صيد هذه الحيوانات المهددة بالانقراض إما للاستهلاك المحلي في المناطق الريفية، أو لتلبية مطالب المطاعم العصرية المُلحة؛ لحاجتها إلى اللحوم.

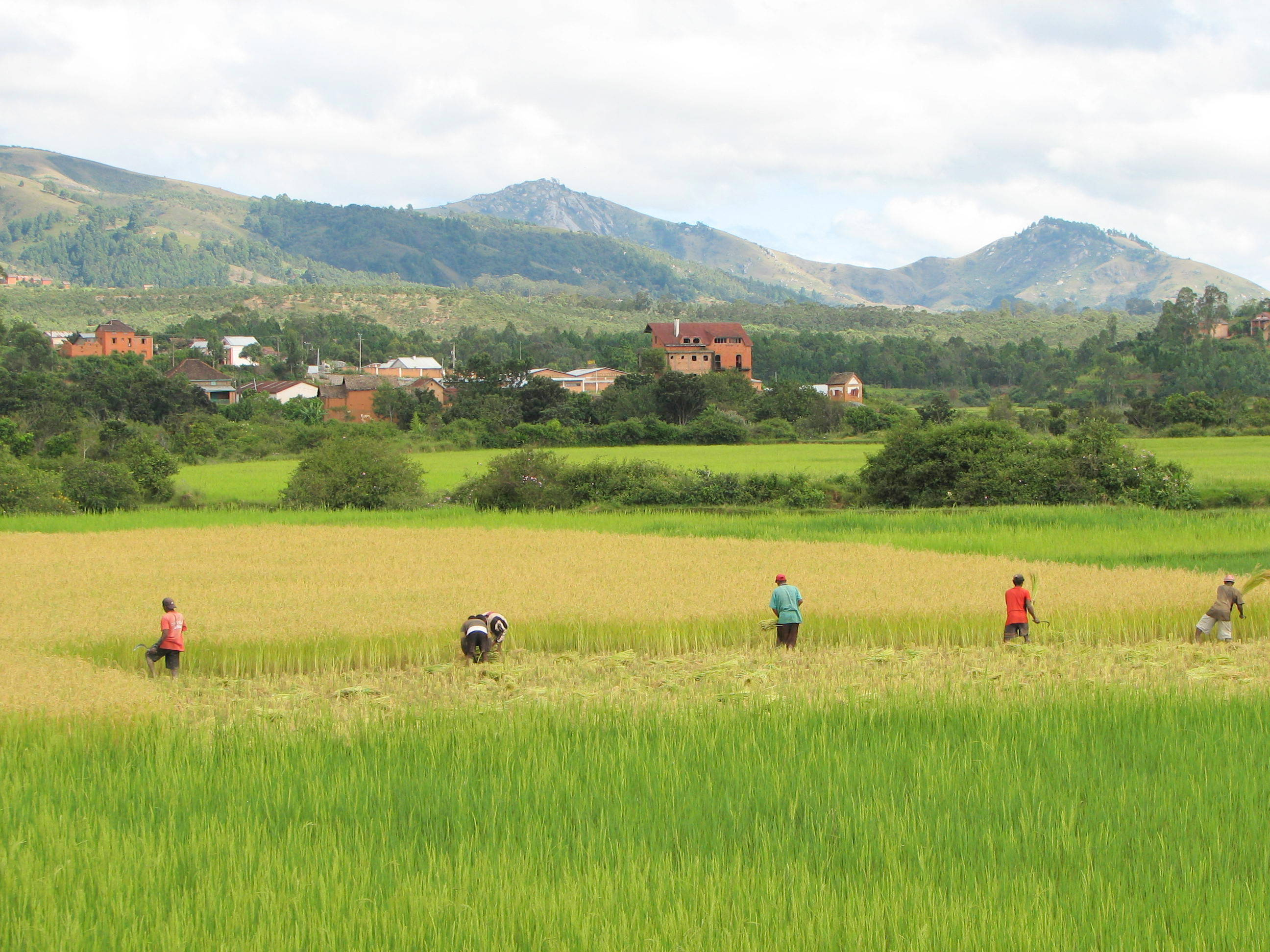
ظهرت حقول الأرز على المرتفعات الشرقية في عام 1600 قبل الميلاد.

ولّى المجتمع المدغشقري زراعة الأراضي الزراعية وتنميتها اهتمامًا كبيرًا؛ ذلك لأن معظم الغابات قد خُصصت لزراعة التافي. وبحلول عام ستمائة قبل الميلاد انتقلت جماعات من المستوطنيين الأول إلى وسط الجزيرة -وتحديدًا المرتفعات الوسطى- حيث قاموا بإزالة الغابات منها. في البداية كان يتم زرع الأرز في الأراضي الجافة، أو يتم زرعه في المناطق المنخفضة السبخة، لكن غلة المحصول كانت ضعيفة. وفي عام 1600 قبل الميلاد شرع المزارعون في زراعة الأرز على المرتفعات، ابتداء من مدينة بتسيليو الواقعة على المرتفعات الجنوبية، ثم على مرتفعات إيميرينا الشمالية. وبعد مضي قرن من الزمان، كانت حقول الأرز قد انتشرت وكست مرتفعات الجزيرة؛ ونتيجة لذلك اختفت جميع غاباتها وأزيلت، وبدلا منها انتشرت عددا من القرى التي أحيطت بمدرجات الأرز، وحقول المحاصيل التي يبلغ طولها يوما كاملا سيرًا على الأقدام. وحولهما سهول شاسعة من النباتات اليابسة.
ومنذ حوالي ألف عام قبل الميلاد ظهر حيوان الدرباني المُحدّب في هذه الجزيرة؛ حيثُ قَدِمَ مع المستوطنين القادمين من شرق أفريقيا. وقد جلبوا معهم أيضًا بعض من المواد الغذائية الأخرى كالسورغم، والماعز، ونوع من الفول السوداني يُسمى بامبارا، وعدد من المواد الغذائية الأخرى. تُعتبر الماشية من أهم مصادر الثروة المُدِرّة للأموال في شرق أفريقيا؛ لذلك أصبحت جزءًا لا يتجزأ من ثقافة مدغشقر. ولهذا لا تُؤكل هذه الماشية إلا نادرًا؛ فمثلا يتم ذبحها كقربان في المناسبات الدينية كالجنائز. وعوضًا عن أكل الماشية، فقد اعتاد الرعاة على شرب حليب الدرباني، واللبن الرائب لما لهما من فائدة كبيرة. اهتم الرعاة بحيوان الدرباني؛ فكان يعيش ضمن قطعان كبيرة يتم راعيتها في كلٍ من جنوب، وغرب الجزيرة. إلا أن بعض من هذه الحيوانات هربت وتكاثرت؛ ولذا نجد أعدادا غفيرة من حيوانات الدرباني البرية منتشرة على المرتفعات. وبحسب ما يُروى من تاريخ مرينا، فإن سكان المرتفعات لم يكونوا على عِلْمٍ بأن حيوان الدرباني كان يتم أكله في الفترة التي سبقت حكم الملك لارامبو؛ الذي حكم من عام 1575 إلى عام 1612 ويرجع الفضل إليه في هذا الاكتشاف. وجاءت أدلة علماء الآثار لتؤكد أن حيوان الدرباني كان يتم صيده، وأكله باستمرار في المرتفعات قبل عهد الملك لارامبو. ومن المرجح أن هذه القطعان البرية كان يتم رعايتها وحفظها في حظائر مخصصة؛ ولعل هذا يُوضح كم كان نظام الحكم آنذاك مُحكمًا ومُنظمًا.
عادةً ما يتم طهي الطعام عن طريقِ غليّه في الماء (قديمًا كان الخيزران الأخضر يُستخدم كوعاء لطهي الطعام، وفيما بعد استُخْدِمَت الأوعية المصنوعة من الحديدِ أو الفخار) أو طهيه على النارِ، أو شوائه على الفحمِ أو الحجارة الساخنة. كانت عملية التخمير تُستخدم أحيانًا لصنع الروائب من الحليب، أو لتغيير نكهة بعض الدرنات المجففة أو الطازجة، أو لإنتاج المشروبات الكحولية من كلٍ من العسلِ، وقصب السكر أو النباتات المحلية الأخرى. استُخْدِمَت أيضًا تقنيات المعالجة بالشمس (التجفيف)، واستخدمت عمليات التدخين، والتمليح؛ لحفظ العديد من الأطعمة أثناء نقلها، أو استخدامها في التجارة، أو حتى استهلاكها فيما بعد. وتم صنع العديد من الأطعمة باستخدام هذه الطرق؛ فمثلا اللحم البقري المجفف المدخن الذي يُسمى «كيتوزا»، والسمك المملح المجفف. والغريب أن هذه الأطعمة مازالت تُؤكل إلى اليوم في مدغشقر.

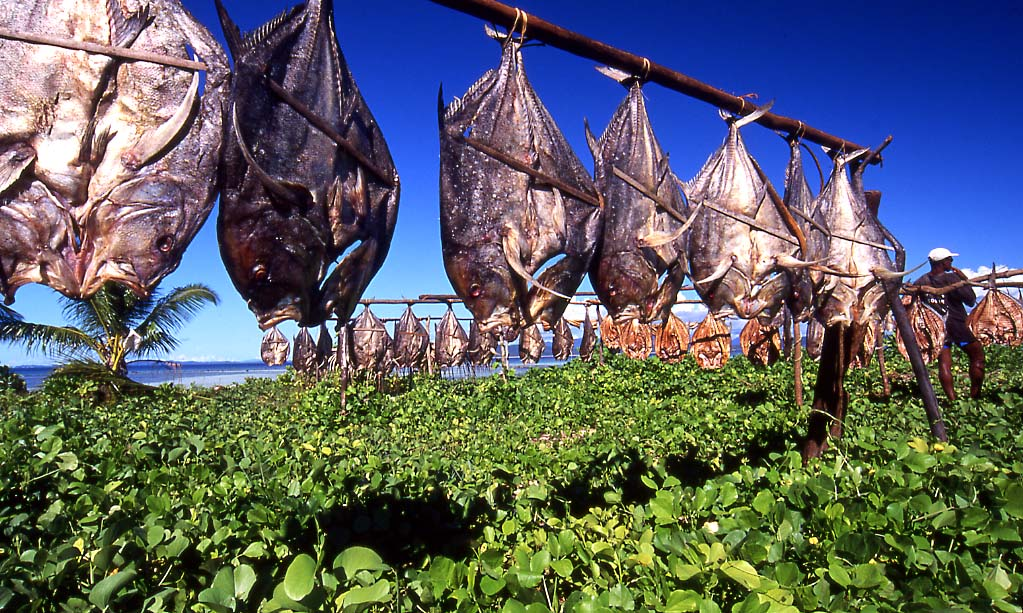
يتم حفظ الأسماك ياستخدام بعض الطرق التقليدية كالتجفيف، والتمليح، والتدخين.>

وبحلول القرن الحادي عشر تكونت الممالك المركزية على طول الساحل الغربيّ من شعب الساكالافا، وفي المرتفعات الوسطى من شعب المرينا. اعتاد ملوك شعب المرينا إقامة احتفال يُسمى الحمام الملكي «فاندروانا»؛ فيه يتم الاحتفال بقدوم العام الجديد. وفي هذا الاحتفال يتم وضع اللحم ويُسمى «جاكا» في وعاءٍ مُزخرفٍ من الفخار، ويُصب عليه الشحم ويُحفظ بعد ذلك في حفرة تحت الأرض لمدة عام. وفي احتفال العام القادم يتشارك الأصدقاء أكل الجاكا معًا. وكنوع من الحلوى، يتناول المحتفلون الأرز المطهو في الحليب مُضافًا إليه العسل وتُسمى هذه الحلوى «تاتاو». ووفقًا لما توارد إلينا عن تاريخ مدغشقر، فإن الملك لارامبو هو مبتكر تقاليد الطهي هذه في مرينا. ويرجع الفضل للملك «أندريه مانيلو» –والد الملك لارامبو- في إضافة ال«فودي أندري» لتقاليد الزواج المدغشقرية؛ وهي أن يُقدم العريس لحم الجزء الخلفي من الغنم -الذي يُعد من أشهى أجزائها- إلى والديّ العروس في حفل الخطبة. مازالت هذه المصطلحات تُستخدم إلى الآن في المجتمع المدغشقريّ المعاصر، إلا أن كثيرًا من العائلات أصبحت تُفضل تقديم العملات بدلا من تقديم الطعام.

### الفترة ما بين1650، و1800
ولعل ظهور تجارة العبيد عبر المحيط الأطلنطي قد انعشت حركة التجارة البحرية في موانئ مدغشقر، بما في ذلك تصدير المواد الغذائية. ففي عام 1698 توقفت سفينة نقل بضائع -كانت في طريقها إلى المستعمرات الأمريكية- في مدغشقر، وحصلت على مخزون وفير من الأرز الملغاشي المحلي. أخذت السفينة هذا الأرز إلى تشارلستون، ساوث كارولينا حيث أصبحت هذه الحبوب المدغشقرية-وهي واحدة من أحد عشر نوع من أنواع الأرز المختلفة التي اعتادوا زرعها في أواخر القرن الثامن عشر- أهم المحاصيل التي تُصدرها أمريكا الجنوبية.

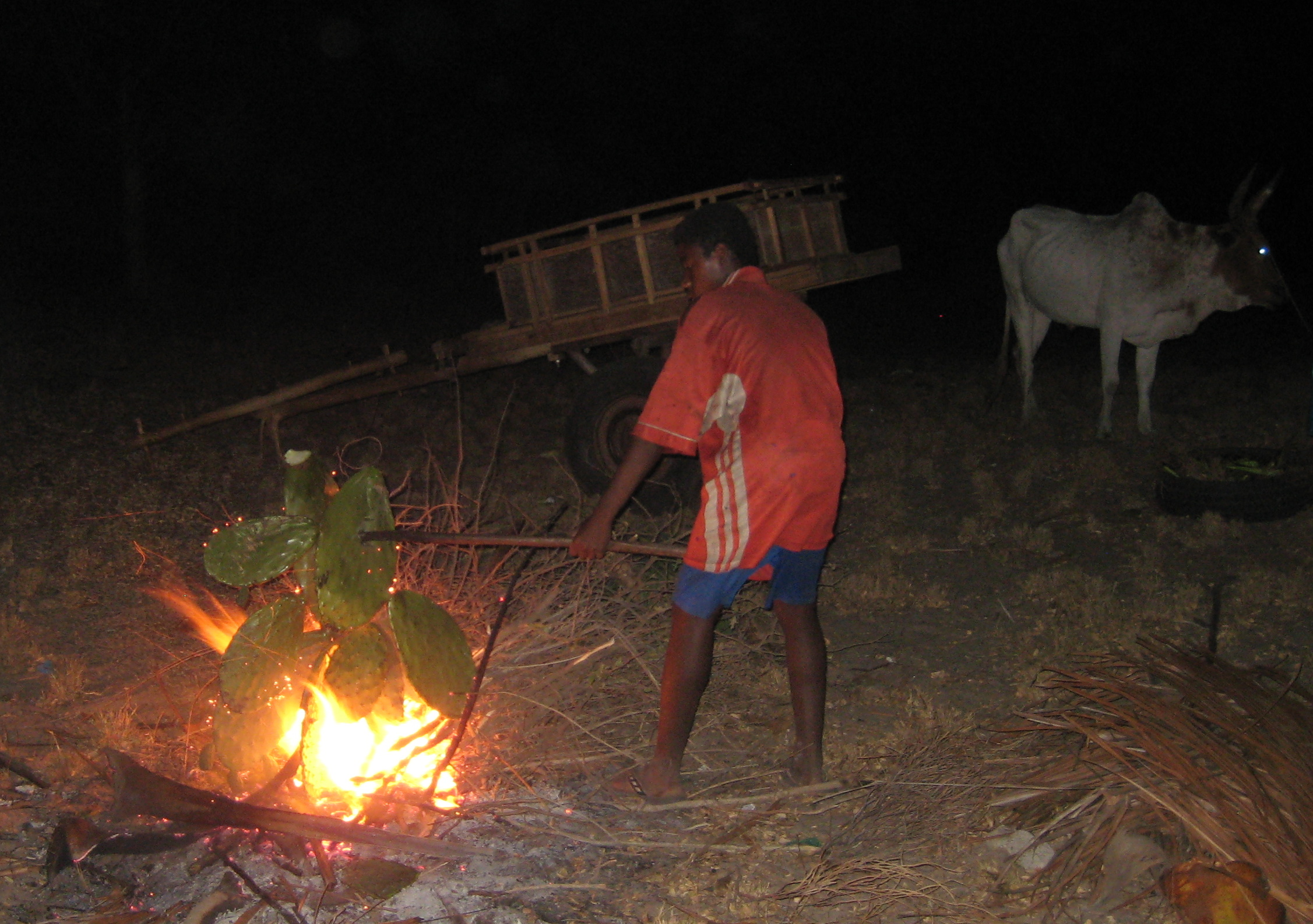
أحد رعاة حيوان الدرباني يقوم بإزالة الشوك من نبات التين الشوكي قبل أن يُطعمها للقطيع.

وبالمثل كان سكان الجزيرة يقوموا باستيراد العديد من المواد الغذائية عبر البحار؛ حيث كانت السفن التجارية تقوم بجلب أنواع متعددة من المحاصيل من الأمريكتين؛ مثل البطاطا الحلوة، والطماطم، والذرة، والفول السوداني، والتبغ، والفاصوليا البيضاء إلى مدغشقر في القرن السابع عشر، والقرن الثامن عشر. وبعد عام 1735 دخل نبات الكاسافا إلى الجزيرة؛ حيث تم استيراده من مستعمرةٍ فرنسية تقع قرب جزيرة ريونيون. في بداية الأمر اقتصرت زراعة المحاصيل على المناطق الساحلية؛ حيث أنها قريبة من الموانئ، ولكن سرعان ما انتشرت في أنحاء الجزيرة جمعاء، وعلى مدار المائة عام التالية اهتموا بزراعتها على نطاق واسع في المرتفعات الوسطى. وبالمثل تعرف المدغشقريون على الحمضيات كالليمون، والليمون المالح، والبرتقال، والأناناس؛ لأن البحارة كانوا يتناولونها لتجنب داء الاسقربوط أثناء رحلاتهم الطويلة عبر الأطلسي. وفيما بعد بدأت زراعة هذه المحاصيل محليًا.
التين الشوكي أو«الريكاتا»، ويُعرف في جنوب مدغشقر باسم «ساكافون درانو» قد جلبه رجل فرنسي يُدعى «كونت دوليسي دي ماوداف» عام 1769من العالم الجديد إلى مستعمرة فرنسية في تولاجنارو؛ وهي مدينة تقع على الساحل الجنوبي لجزيرة مدغشقر. وانتشرت زراعة هذه الفاكهة في الجزء الجنوبي من الجزيرة إلى أن أصبحت واحدة من المحاصيل الأساسية عند الرعاة اللذين ينتمون لجماعة المهافالي، والبارا. ولعل زراعة ستة أنواع من هذه النباتات الصبارية قد خفف عن الرعاة وطأة البحث الدائم عن المياه؛ حيث أنه بمجرد إزالة الأشواك فإن أجزاء الصبار سوف تزدهر وتمد القطيع بما يحتاج إليه من ماء. جعل اكتشاف هذه النبتة حياة الرعاة الجنوببين أكثر استقرارًا، وزادت أعدادهم وأعداد الماشية التي يرعونها.

### الفترة مابين 1800، و1896

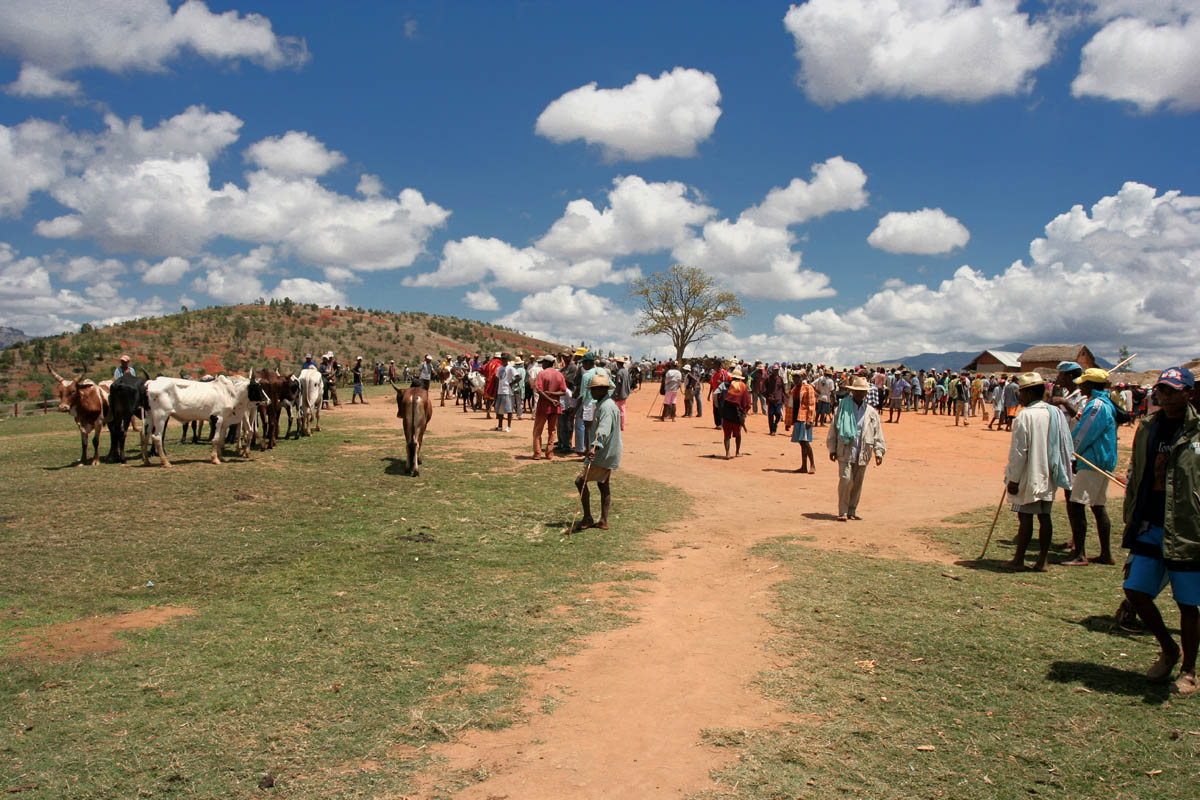
سوق لبيع حيوان الدرباني في "أمبالافاو" مدغشقر.

اتسم القرن الثامن عشر في منطقة المرتفعات الوسطى بازدياد عدد السكان؛ مما أدى إلى ظهور المجاعات التي سرعان ما انتشرت بسبب الحروب المتكررة بين إمارات شعب المرينا. وفي مطلع القرن التاسع عشر نجح الملك «أندريانام بويني ميرينا» (1787-1810) في توحيد هذه الجماعات المتناحرة وضمها لحكمه، ثم لجأ لاستخدام العبيد، ونظام العمل القسري- خاصة مع أولئك الذين لا يملكون المال لدفع الضرائب- للعمل بانتظام في حقول الأرز المنتشرة حول أنتاناناريفو. وبهذه الطريقة وفر الملك فوائض الحاصلات الزراعية التي تكفي لإطعام السكان جميعهم، وتكفي لتصدير بعضها؛ بهدف التجارة مع أجزاء الجزيرة الأخرى. تم أيضًا إنشاء عدد من الأسواق؛ التي أصبحت هي الأماكن الرئيسية المسؤولة عن تداول بعض السلع الفريدة؛ مثل اللحوم والمأكولات البحرية المدخنة والمجففة، والذرة المجففة، والملح، والكسافا المجففة، والفواكه المختلفة. كان كعك الأرز يُباع بأنواعه في هذه الأسواق مثل: الموفوجاسي، والمانيكلي. وفي هذه الفترة أيضًا تطور المطبخ الساحليّ كثيرا؛ ففي بداية القرن التاسع عشر كان الرحالة يتناولوا بعض الأطباق المُضاف إليها مسحوق الكاري؛ بما في ذلك الأرز بالتوابل (أرز يشبه البرياني)، ثم يقومون باحتساء القهوة والشاي في إيل سانت ماري. وقد نجح الملك «راداما الأول»- ابن الملك«أندريانام بويني ميرينا» في حكم الجزيرة بأكملها تقريبًا، وجعلها تحت حكمه، وبذلك أنشأ مملكة مدغشقر. وظلت ملوك مرينا تحكم جزيرة مدغشقر واحدًا تلو الآخر إلى أن تم استعمارها من قبل الفرنسيون عام1896.

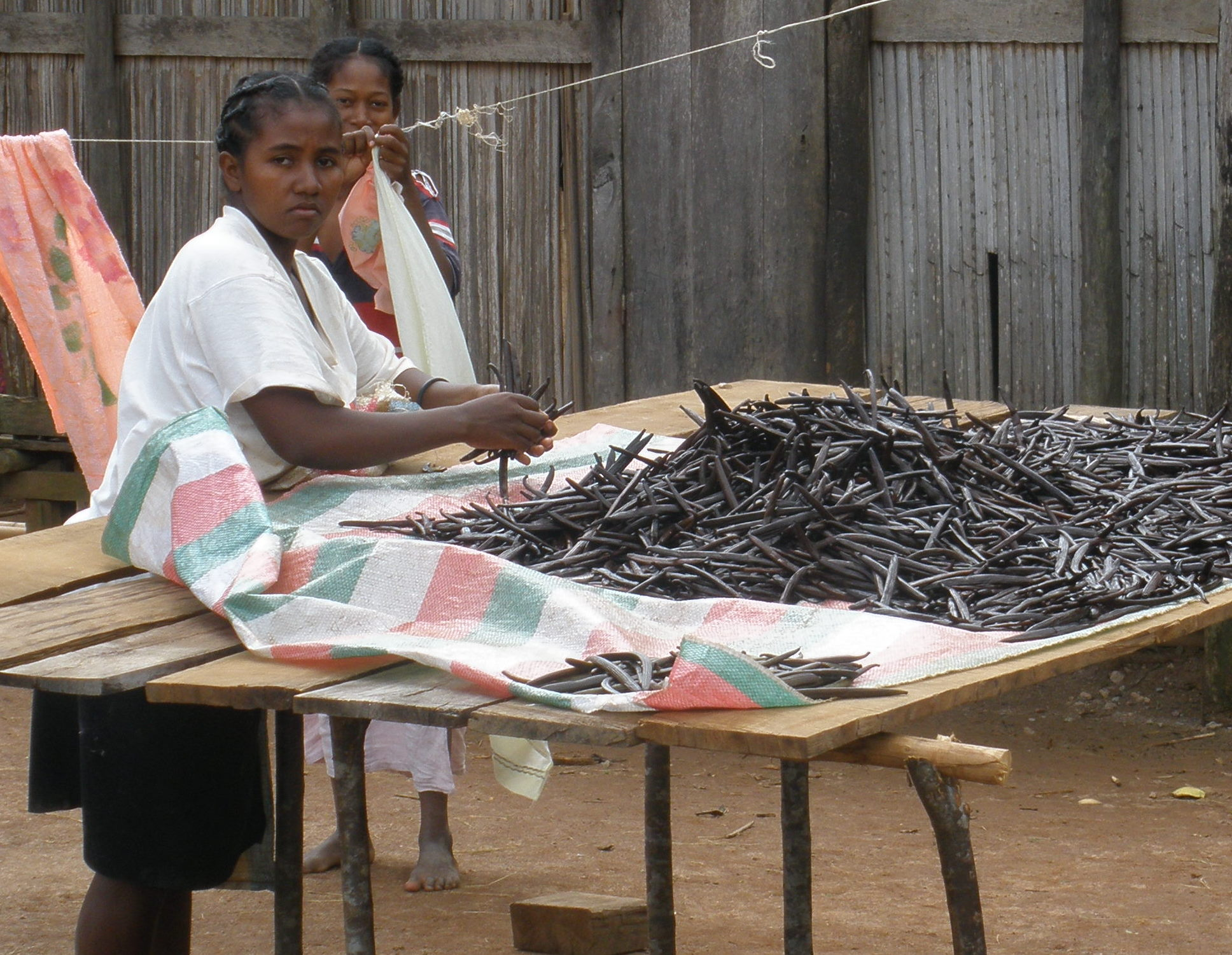
نساء مدغشقريات يقمن بفرز أعواد الفانيليا في سامبافا، مدغشقر.

وتحت حكم ملوك مدغشقر تم إنشاء مزارع عدة لتصدير محاصيلها إلى الأسواق الأجنبية كإنجلترا وفرنسا. وتم استيراد القرنفل وزراعته في عام 1803، وبالمثل تم زراعة جوز الهند في مزارع مخصصة من أجل استخلاص الزيت منه؛ حيث أن زراعته لم تكن منتشرة آنذاك. أما الشاي والقهوة فكان سكان الجزيرة يهتموا بزرعهما في أراضيهم الخاصة؛ فكانوا يخصصوا لهما حوالي من أربع إلى خمس شجرات حتى أوائل القرن التاسع عشر عندما زادت أهمية زراعة المحاصيل من أجل تصديرها. وبداية ظهور الفانيلا كانت على يد رجل أعمال فرنسيّ في عام 1840، ومنذ ذلك الوقت أصبحت تُزرع في الغابات المطيرة الساحلية الشرقية، وفيما بعد أصبحت واحدة من أهم ما تصدره جزيرة مدغشقر. وبعد مرور ثلاثين عام ظهر ما يُسمى بالتلقيح اليدوي، وتُعتبر من التقنيات الدقيقة التي تُستخدم من أجل إنتاج محصول جيد من الفانيليا، وبرغم ذلك لم يهتموا كثيرًا بزراعتها حتى نهاية النظام الملكي.
وفي احتفالات مرينا الملكية يتم تناول «الآمبيت لو»؛ وهو طبق ملكيّ يتكون من أشهى سبعة أطباق في المطبخ الدغشقري. ومن بين هذه الأطباق يوجد«الفوانجبوري»؛ وهو نوع من الفول السوداني يُسمى بامبارا، و«الأملونا»؛ وهو نوع من الأسماك يُسمى الأنقليس أو ثعبان البحر، و«الفوري فورينكينا»؛ وهي جزء من معدة البقر وتُسمى الكرشة، و«الرابيتوتو»؛ وهي أوراق الكاسافا المبشورة، و«الفورونتسيلوزا»؛ وهو الديك الرومي؛ تُطبخ هذه الأطباق مع لحم الخنزير، وعادة ما يتم إضافة الزنجبيل، والثوم، والبصل، والطماطم إليهم. و«الرومازافا»؛ وهو خليط من اللحم والخضروات، و«الفارانجا»؛ وهي شريحة من لحم البقر المشوي وبهذا يكتمل الطبق. وعلى الرغم من أن استعمار الفرنسيون لجزيرة مدغشقر يُعني نهاية النظام الملكي المدغشقري، وكل الأعياد المتعلقة بهم؛ إلا أن سكان الجزيرة حافظوا على أكلاتهم التقليدية، وظلت هذه الأطعمة تُطبخ وتؤكل بشكل طبيعي. ومازالت تُقدم أيضًا في العديد من المطاعم المنتشرة في أنحاء الجزيرة.

### الفترة ما بين1896، و1960
بدأ الحكم الاستعماريّ الفرنسيّ عام1896 وأضفى بدوره العديد من الابتكارات للأطباق المحلية؛ فاشتُقّت أسماء جديدة للأطباق من اللغة الفرنسية-اللغة السائدة فيما بعد- وانتشرت بشكل واسع، واشتهر الخبز الفرنسي بين المدنيين، وكذلك مجموعة متنوعة من المعجنات والحلويات الفرنسية؛ مثل لفائف البف باستري المحشوة بالكريمة، وحلوى الملفيه، والكرواسون، والشكولاته الساخنة. أتى الفرنسيون أيضًا بكبد الأوز«فواجرا» الذي أصبح يُنتج محليًا فيما بعد، وانتشر طبق فرنسي في منطقة المرتفعات يُطلق عليه اسم «الكومبوزي»؛ يتكون من سلطة المعكرونة الباردة مضافًا إليها الخضروات المسلوقة وهي مأخوذة من سلطة الأوليفيه. واهتم الفرنسيون بزرع أراضي مخصصة؛ لزرع مجموعة متنوعة من المحاصيل النقدية المختلفة عن تلك المحاصيل التي زُرِعَت في القرن التاسع عشر. وقاموا بزرع فواكه وخضروات جديدة لم تُزرع من قبل في الجزيرة، وقاموا أيضًا بتربية أنواع جديدة من المواشي. أصبح كل من الشاي، والقهوة، والفانيليا، وزيت جوز الهند، والتوابل من أهم صادرات الجزيرة في ذاك الوقت. وسرعان ما أصبح جوز الهند من المكونات الأساسية المعروفة في المطبخ الساحلي، وبدأوا بإضافة الفانيليا للصلصات المُضافة لأطباق الدواجن والمأكولات البحرية.

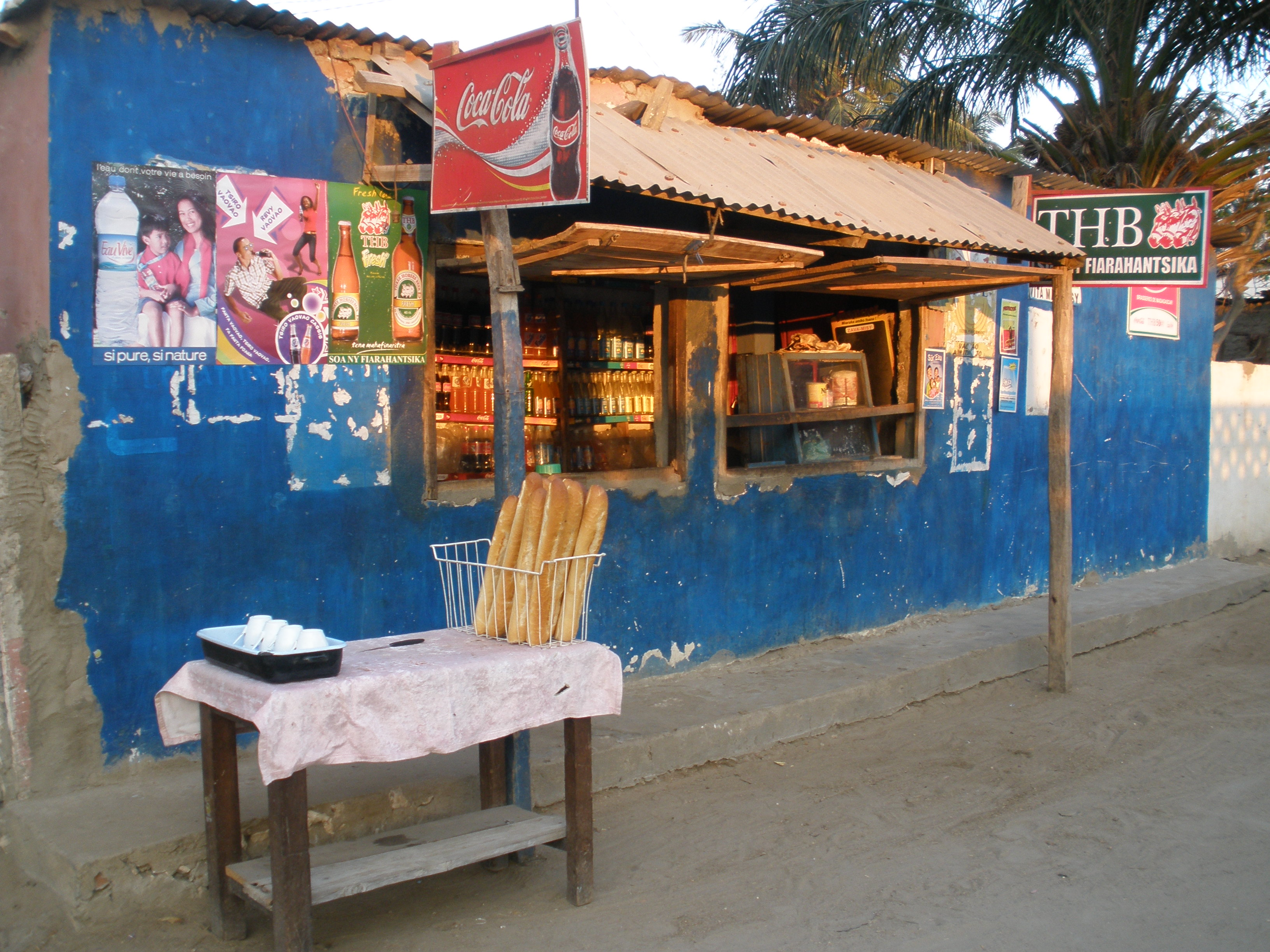
متجر في توليارا يبيع الخبز الفرنسي.

هاجر عدد من الصينيين إلى هذه الجزيرة في أواخر عهد الملكة «رانافالونا الثالثة»، إلا أن أعدادهم بدأت في التزايد بكثرة بعد إعلان الجنرال «جوزيف غالياني» -وهو أول حاكم عام لمستعمرة مدغشقر-؛ عندما قام بطلب ثلاثة آلاف من العمال الصينيين من أجل بناء خط سكة حديدي في الشمال يصل ما بين «أنتاناناريفو»، و«تواماسينا». وقد أتى المهاجرون الصينيون بعددٍ من الأطباق التي سرعان ما أصبحت تحتل جزءًا كبيرًا من وصفات المطبخ الشعبي في مناطق معينة تكثُر فيها الجاليات الصينية، ومن هذه الأطباق: «ريث كانتونايس»؛ وهو أرز صيني مقلي، و«تشينويز سوب»؛ وهو حساء النودلز على الطريقة الصينية، و«الميساو»؛ وهي النودلز المقلية، و«الباو»؛ وهو صنف يشبه الخبز يُعد من الخميرة، ويتم طهيه بالبخار، وتُعد حشوته من اللحم أو الخضروات. و«النيمس»؛ وهي لفائف البيض المقلي.
وفي الثمانينيات تكونت مجموعة من التجار الهنود –مائتي شخص تقريبًا- استوطنوا في «ماهاغانجا»؛ وهو ميناء على الساحل الشماليّ الغربيّ من جزيرة مدغشقر، قُرب خليج «بيمباتوكا»، عند مصب نهر «البيتسيبوكا». وبعد ثلاثين عام ارتفعت نسبة السكان الهنود إلى أكثر من أربعة آلاف نسمة، تركز وجودهم على طول الموانئ التجارية الواقعة على الساحل الشمالي الغربي. وقد أضاف الهنود لمستهم الخاصة، ونشروا عدد من الوصفات والتوابل كالكاري، والبرياني. أما طبق «الخيمو» فيُعد من اللحم المفروم الهندي، وقد اشتهرت منطقة «ماهاغانجا» بهذه الأكلة. أما السمبوسة الهندية فقد أصبحت من أشهر أطعمة الشوارع المنتشرة في أرجاء مدغشقر جميعها، وعُرفت أيضًا باسم«تساكي تيلوزورو» أي الوجبة الخفيفة المثلثة.
وجاء الفرنسيون بابتكارات جديدة أثّرَتْ المطبخ الملاغاشي، إلا أن بعضها لم يكن مُجديًا. فمنذ إدخال الفرنسيون التين الشوكي إلى الجزيرة أصبح أسلوب حياة الرعاة الجنوبيين يعتمد بشكل كبير على النبات؛ من أجل توفير الغذاء والماء لحيوان الدرباني، وأيضًا لتوفير الفاكهة والماء للرعاة خلال موسم الجفاف الذي يمتد من شهر يوليو حتى ديسمبر. وفي عام 1925 أراد مستعمر فرنسي أن يقوم بقلع الصبار من أراضي البلدة التي يحكمها؛ وهي بلدة تقع جنوب غرب الجزيرة تُسمى «توليارا» ومن هنا ظهرت حشرة تتطفل على النبات تُسمى «الدودة القرمزية». وخلال الخمس سنوات التالية اختفت جميع نباتات التين الشوكي تمامًا من جنوب الجزيرة؛ وأدى هذا بدوره إلى حدوث مجاعة امتدت من عام 1930 إلى 1931. وعلى الرغم من أن الجماعات العرقية التي تقطن الجزيرة قد تكيفت بشكل أو بآخر، إلا أن السكان يُميزون فترة المجاعة هذه بأنها الفترة التي انتهى فيها نمط حياتهم التقليدي بسبب توغل الأجانب في أراضيهم.

## المطبخ المعاصر
منذ استقلال مدغشقر عن الحكم الاستعماري الفرنسي في عام 1960 عكس المطبخ المدغشقري ثقافات الجزيرة المتنوعة، وتعرضها لعدد من المؤثرات التاريخية. ويُعتبر الأرز هو الغذاء الرئيسي للسكان في أنحاء البلاد، وهو أكثر المحاصيل زراعة وخاصة في الأراضي القاحلة في منطقتي الجنوب والغرب. وعادة ما يتم تقديم أطباق أخرى بجانب الأرز «فاري» وتختلف هذه الأطباق من منطقة لأخرى بحسب توافر المكونات، والمعايير الثقافية المحلية. أما خارج المنزل فتتواجد الأكلات المدغشقرية في الأكشاك البسيطة المنتشرة على جانبي الطريق وتُسمى «جارجوتيس»، أو في المطاعم الموجودة في الفنادق. كما يمكن أيضًا شراء الوجبات الخفيفة، والوجبات المعتمدة على الأرز من الباعة المتجولين. وهناك مطاعم راقية تُقدم مجموعة متنوعة من المأكولات الأجنبية، والأطباق المدغشقرية مضافا إليهم بعض خصائص الأطباق الفرنسية، والبلدان الأخرى في طريقة الإعداد، والمكونات، وطريقة التقديم على حد سواء.

### الأرز (فاري)
يُعتبر الأرز هو حجر الزاوية في المطبخ المدغشقري، وعادة ما يتم استخدامه في كل وجبة. أما عبارة «لتناول وجبة» في اللغة المدغشقرية «ميهينام فاري» وتعني «لنتاول الأرز». ويُصنع الأرز من كميات متفاوتة من الماء حتى يُصبح جافًا ورائعًا ويُسمى (فاري مانيا) ويُؤكل مع طبق جانبي «لوكا» مُضافا إليه الصلصة. وقد يُضاف إليه كميه إضافية من الماء لإنتاج عصيدة الأرز وتُسمى «فاري سوسووا» وعادة ما تؤكل على الإفطار، أو يتم طبخها للمرضى. وتُقدم اللاوكا الجافة بجانب هذه العصيدة وتُسمى «كيتوزا» وهي عبارة عن شرائح من لحم الدرباني المدخن. وهناك طبق شعبي مماثل يُسمى «فاري أمينانا» وهو عبارة عن عصيدة تقليدية مكونة من الأرز، واللحم، والخضار المفروم. أما في مراسم الدفن وتُسمى«هاي لاند فاميداهانا» هناك نوع خاص من الأرز يُسمى «فاري بي ميناكا» ويعني الأرز مضافًا إليه كمية كبيرة من الدهون. ويُحضر عن طريق طبخ الأرز مع الزيت، أو قطع عالية الدهن من لحم الخنزير.

### الأصناف المصاحبة (لاوكا)
تُسمى الأصناف المصاحبة للأرز باسم «لاوكا» في لهجة سكان المرتفعات، وهي اللغة الرسمية للغة المدغشقرية. وغالبًا ما تُضاف الصلصة لهذه الأصناف؛ ففي منطقة المرتفعات تجد صلصة الطماطم هي المستخدمة بكثرة، أما في المناطق الساحلية فغالبًا ما يُضاف حليب جوز الهند إليها أثناء الطهي. في المناطق الجنوبية والغربية القاحلة عندما كان رعيّ حيوان الدرباني شيء تقليدي كان يتم إضافة الحليب الطازج أو الرائب إلى أطباق الخضار. أطباق اللاوكا متنوعة ومنها ما يحتوي على الفول السوداني«بامبارا» مع لحم الخنزير، أو لحم البقر، أو السمك، وتُسمى «تروندرو جازي»؛ وتعني أسماك المياه العذبة المختلفة. ومنها ما يتكون من أوراق الكاسافا مع الفول السوداني، أو لحم البقر«هينان أومبي» أو لحم الخنزير، أو الدجاج«أكوهو» مشوح مع الزنجبيل والثوم أو مطبوخة مع عصاراتهم وتُسمى «ريترا». وقد تتكون اللاوكا أيضًا من المأكولات البحرية والتي تتواجد بوفرة على طول السواحل، أو في الأسواق المحلية الكبيرة وفي أماكن كثيرة أخرى. وهناك عدة أنواع من الخضر المحلية المتنوعة مثل:«الأنامامي»، و«الأنامافايترا» وخاصة «الأنامالاو» الذي يتميز بفرز مادة مسكنة عند غليّ أوراقه وزهوره، وهي نبتة عادة ما تُباع مع نبتة «الأناندرانو»؛ وتعني جرجير الماء، ونبتة «الأناتسونجا»؛ وتعني البوك تشوي، أو الملفوف الصيني. في المناطق القاحلة المنتشرة في جنوب الجزيرة وغربها -التي تسكنها شعوب البارا والتاندروي- تحتوي المواد الغذائية البطاطا الحلوة، ونبات اليام، والقلقاس وخاصة نبات الكاسافا، والذرة والذرة البيضاء (الدخن) عادة ما يتم غليهم في الماء، وأحيانا يتم تقديمها مع الحليب كامل الدسم، أو مُنكهة بمسحوق الفول السوداني.
ويُعد الثوم، والبصل، والزنجبيل، والطماطم، والكاري العادي، والملح هم أكثر المكونات استخدامًا في تنكيه الأطباق. وفي المناطق الساحلية يتم أيضًا استخدام حليب جوز الهند، والفانيليا، والقرنفل أو الكركم.